# Paschel
Paschel – miejscowość i gmina w Niemczech, w kraju związkowym Nadrenia-Palatynat, w powiecie Trier-Saarburg, wchodzi w skład gminy związkowej Saarburg-Kell. Do 31 grudnia 2018 wchodziła w skład gminy związkowej Kell am See.